# Sárközi szőttes

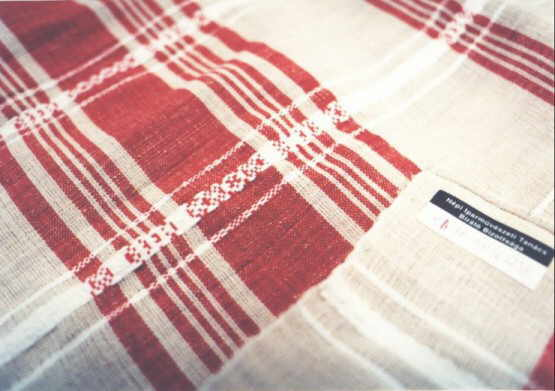
Szőttes

A sárközi szőttes a Sárköz néprajzi kistáj díszítőművészetének legfejlettebb, legismertebb terméke.

## Története
A sárközi szövésről szóló első híradás 1715-ből származik. A decsi jobbágyok panaszlevele arról ad hírt, hogy a földesúr özvegytől, árvától egyaránt behajtja a kirótt pénzadót: „Ezek kiáltanak minden nap, minden órájában jajt az égre, mivel fonyásukkal, szüvésükkel, véres verítékkel keresik.” Ezt az idézetet kétféleképpen magyarázhatjuk, egyrészt már a 18. század elején olyan kelendő volt a sárközi szőttes, hogy bizonyos adónemek helyett a földesúr elfogadta azt, illetve úgy is értelmezhető, hogy eladásra is készítettek az asszonyok szőttest, és az így befolyt összeget fizették be adó fejében, mindenesetre a szövés fontos szerepet játszott a decsi jobbágyok életében.

### Ünnepi szőttesek
A régi sárközi ünnepi szőttesek mintája lényegében nem más, mint a piros és fehér, illetve piros és fekete csíkok különféle variációja. A keskenyebb-szélesebb csíkmintákat ún. „kás” (K-betűhöz hasonló) és „csibeszömös” (tyúk szemére emlékeztető) apró motívumokkal lazították. A 19. század közepe táján – takácsmesterek mintáinak átvételeként – jelent meg szőtteseiken a nagy rózsa, galambpár stb. Ezzel egy időben néhányan színesebb szőtteseket is készítettek.
A Sárköz a Dunántúlnak ahhoz a területéhez tartozott, ahol a 18. században viszonylag sok takács dolgozott, így a paraszti gazdaságokban nagy mennyiségben termesztettek kendert és lent, ennek bizonyos hányadát, a takácsokkal szövették meg. A 19. század második felében már egyetlenegy takács sem dolgozott a sárközi falvakban, de a helyiek emlékeztek rá, hogy a mívesebb szőtteseket, a masinás ágyat a takácsoktól vásárolták, leginkább Szekszárdon és a bajai vásáron. (Masinás ágynak nevezték a takácsszövőszéken, "masinán" készült ágyhuzatokat.) Szekszárdon sávolos és cifraszövő takácsok működtek, akik egymás technikai fogásait sem alkalmazhatták. A sávolosok vörös csíkokkal, sávolykötéses derékaljhuzatokat szőttek, akár a bajaiak, míg a cifraszövők vánkos-és párnacihákat. (Ez utóbbi kétszeles, csak vetett ágyra használatos, takarózásra alkalmatlan keskeny dunyhahuzatot jelöl. A párna a Sárközben később is dunyhát jelentett.)

### Pamut
A sárköziek nem alkudtak meg a bolti pamuttal. A decsiek továbbra is saját kenderüket szövették meg, amiből a takácsok "uan vastagot szüttek, mintha zsák lött vóna. Mink nem tudtunk uan zsákot sem szűni mint a takács. Nahát akkor párnát se tudtunk uant szűni." Babus Jolán szerint is a szekszárdi takácsok mindvégig csak "házi fonálból szőttek, amikor a polgárosodás folytán kevesebbedtek a fonóházak, fonál hiány miatt munkájuk is gyérült, mert a szekszárdi polgár a pamutvásznat nem vette tőlük, csak a kendervásznat, kékfestőnek is azt festették, otthon és szőlőben csak azt használták."

### Kötéstípusok
A Sárközben megmaradt szőttesek kötéstípusait vizsgálva látjuk, hogy a takácsok a vászonkötést és a ripszkötést alkalmazták, amelyet itt duplaverésnek, neveznek. Használt volt a sávolyosnak több változata is, és meglehetősen ritkán, de jelentkezett az atlaszkötés is, itt szatinosnak nevezve.
A két szélből összevarrt derékaljhuzatok csak sávozottak voltak A derékaljakon a fekete vagy sötétkék csak elvétve, rendszerint csak a vörös sávokat szegve vagy azokat hangsúlyozva jelent meg. Ritkaságszámba megy, hogy a sáv mellett a szedettes mustra peremdísze megjelenik. A szintén kétszélből összeállított párnahuzatokat, szinte érintkező sávokban, széles szedettes mustrákkal díszítették. Ezek motívumai vagy az egész felületen azonosak voltak, vagy hangsúlyos és kevésbé hangsúlyos sávokban, ritmikusan váltakoztak. Az egyszeles vánkosciha díszítményét a vetett ágyon történő elhelyezése szerint tervezték meg: a néző felé helyezett vánkosvég széles mustrájáról a hátul lévő hasítékos vég felé, a másik vánkos által amúgy is takart felületrészeken, a széles végdíszítménytől szimmetrikusan a mustrasávok egyre szegényedtek és ritkultak. A ravatalra készített, így mindkét végén látható vánkoshuzat felületét, értelemszerűen, mindkét végén hangsúlyosan díszítették, a mustrák a vánkoslap közepe felé szegényedtek. Az ilyen vánkosok hasítéka a huzat alulra eső lapjának közepén van. A kétszeles abroszok csupán két végükön, vetülékirányban szőtt egysornyi mustrával készültek.
A takácsszőtteseken alkalmazott szedett mustrák felépítése hozzávetőlegesen egységes. A mustra rendszerint egy középen futó, témát hordozó hímből, motívumból áll, amelyet kétoldalt peremdíszítmény szeg.
A takácsok mintái közül a sárköziek a különféle rozettát: a hegyes csillagrózsákat és a kerekrózsát, a párosgalambokkal vagy két-, négy oszloplábbal, kőlábbal kombinált rózsákat kedvelték leginkább. Ritkábban jelent meg a szegfűs, makkos vagy tulipános csillagrózsa vagy a kockarózsa. Ezeket a mintákat a takácsok széles szegősorok, erőteljes ripszsorok közé komponálták, amelyek merevségét szegőhímek, a kölyökhímek lazították fel: a tölgyfalevél és az ebből darabolt, szerkesztett vízfolyásos és babafejes hímek. A mustra mindig vetülékirányú volt.
A vetülék leggyakrabban vörös, többszálasan alkalmazott sodratlan pamutfonál. Ritkábban fekete vagy sötétkék fonallal hangsúlyozottak egyes mintaelemek, a gyászra készített szőttesek színe pedig fekete vagy mélykék. A vörös és kék mintázóvetüléket a takácsoknak a környéken nagy számban működő kékfestők festették meg. Sióagárdon a "forgatásos rakott műhöz", azaz szedett mintákhoz, több színt is használtak, és a "nyers színű alapba fehérrel beszőtt minták" ismertek voltak. Ez a színösszeállítás és a fehér házivászon-ünneplő az öregek és a gyászolók színe volt a Sárközben is még a 18. században, a 19. század fordulójáról azonban ilyen szín összeállítású takácsszőttes innen már nem ismert.
A sárközi parasztszőttesek hírneve már a századfordulótól jelentős volt. Még a 19. század végén is a sárköziek által a ház körüli használatra, gazdasági munkákhoz készített vászon még láncában és vetülékében is kender volt. A lepedők, finomabb zsákok lánca, vetüléke a csepű javából került ki, míg a durvább zsákok anyaga az aljacsepüből. Ebből készültek az erős bornyomó, bortaposó zsákok is. Készítettek viszont "félpamut-vásznakat", aminek szála kenderből vagy lágyabb szöszből font láncába vetették a pamutot. A századfordulón szőttek már csak tisztán pamutláncba pamutvetülékkel is, előbb a testi ruhákat, majd abroszokat is.

### Abroszok
A sárközi szőttesek legismertebb csoportja a két szélből összeállított fehér pamutszőttes abroszok, melyeket szinte szőnyegszerű egyenetlenséggel beborítanak a mértani jellegű nagy H betű formájú elemekből szerkesztett piros-fekete-kék vagy piros-kék, piros-fekete mintacsíkok. Kivételesen szőttek madaras-csillagos mintájú abroszokat is, ezeken több színt is alkalmaztak. Korábbiak ezeknél azok a kendervászon kendők, melyeknek még csupán két keskeny végét mintázták kék-piros mértanias sávokkal. Nem kevésbé jellegzetesek, de csak kisebb számban készültek a piros, ritkábban piros-kék mintázatú párna- és dunnahéjak, melyeket beborítottak a csíkokban egymás mellé rendezett páros madarak és csillagok sorai. Hímes dunnahéjból mindössze hat darab volt ismert az egész Sárközben, ezeket s a párnahéjak javát egyetlen pilisi specialista szövőasszony készítette, akinek nagy szerepe volt abban, hogy a takácsszőttesek karcsú madarainak és elnyújtott csillag alakjainak zömökebbre, kerekebbre formálásával és a minták zsúfolásával egy sajátos sárközi paraszti szövőstílus kialakuljon a 20. századra.

### Száda
A sárközi asszonyok egyik legnevezetesebb szőttese, a száda, amit helyben bíborvászonnak, bodorvászonnak emlegetnek. Ez az erősen sodrott, de finom fonalból szőtt vászonféleség, kimosva fodrozódó felületet adott. Ezt a felületet – amíg a fonalat maguk fonták – úgy nyerték, hogy a fonalat a szokottnál erősebben sodorták. A száda a leheletfinom selyemszádától a vastag pamutból készültig számos változatot mutatott. Lehetett csíkos a maga színében, nyers-fehér vagy fekete-fehér, de előfordultak a fehér anyagba beleszőtt fehér vagy színes fonallal készült mértani vagy virágelemek is. A sárköziek szerint századunk elején, azt a kis lent, amit még termesztettek, a bodorvászon szövésére tartották fenn. A száda pamutváltozatával már csak megközelítették az egykori bíborvászon minőségét, a "sóti", illetve ennek még finomabb változata, "a selyemsóti" pamutfonál csupán batiszt finomságú, de simább felületű szőttest eredményezett. A "selyemsótiból" készültek a leheletszerű halotti lepedők is.
A pamut megjelenésével a különböző alapanyagú abroszok szerepében is változás állt be. A durvább kendervásznak és a kevert szálúak a hétköznapi, a legfinomabbak a karácsonyi asztalra kerültek. Ez utóbbiak a 20. század elején már leggyakrabban pamutból készültek. A Sárközben a különféle anyagú és mintázatú abroszoknak az öltözködésben is nagy szerepe volt: otthon kötényként szolgáltak, s az asszony, ha a házat elhagyta, maga elé is, karjára is abroszt vett. A sárpilisi Medveczkiné Könczöl Erzsébetnek 1930-as években édesanyja Korsós Erzsébet számára kiállított, ma már töredékes stafírungjában 54 abrosz van, s ennek 80%-át pamutból szőtték. Az ugyancsak nagy számban készült kendők (a tükörtakarónak szőtt, a kosárra valók, a bizonyos alkalmak kellékeiként: a kézfogóra, lakodalomra, paszitra készítettek) anyaga szintén pamut volt az említett kelengyében. A háztartási textília, törlőruhák, ponyvák, zsákok azonban mindaddig, amíg csak szükségesek voltak a sárközi gazdaságban, kendervászonból készültek. A ritkás szövésű, a mennyezetes ágyat elfüggönyző szúnyoghálókat régebben szintén durvább kenderfonalból szőtték, fehérítetlen kenderfonal és fehér pamutfonalas mintázatú változatuk is ismert.
A sárközi parasztszőttesek vászonkötésben készültek. A szőtteseket, elsősorban az abroszokat, az egész felületen, egyenletes közökben szőtt, vetülék irányú csíkozás borította. Az egyszerű csíkozás mellett kedveltek voltak a keskeny, geometrikus elemeket tartalmazó K-ás (K betűhöz hasonló) és rózsás, kis rózsás (nem figurális, hanem a kötésből adódóan geometrikus) mintasorok, mely utóbbiakat apró szedettesnek is neveztek. Ezeket a díszítményeket nem nyüst, hanem deszka segítségével szőtték.

## Híres szövőasszonyok
Az emlékezet megőrizte néhány olyan híresebb szövőasszony nevét, akik a takács- és parasztszőttest ötvöző sárközi szőttesstílust kialakították: mint az alsónyéki Szilasi Éva, decsi Kubránszki Sára, a pilisi Sümegi Mária.